# Bies
Bies o bes es un espíritu maligno o demonio en la mitología eslava. La palabra es sinónimo de chort.

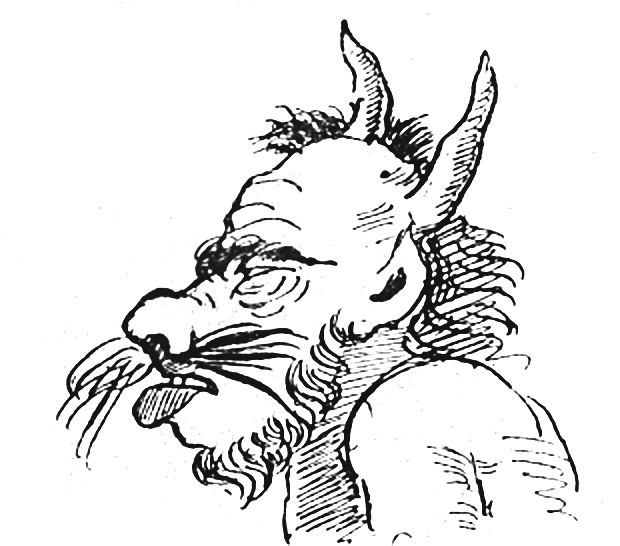
Dibujo de un bies.

Después de la aceptación del cristianismo, los bies se identificaron con el diablo, lo que corresponde al ser al que se hace referencia en griego antiguo, como daimon (δαίμων), daimónion o pneuma (πνεῦμα). Por ejemplo, biesy (plural ruso de bies) se usa en la traducción rusa estándar de Marcos 5:12, donde tenemos a los demonios entrando en los cerdos en KJV. Compare con bisy ucraniano o bisytysia (volverse loco). En esloveno (bes), croata (bijes) y serbio (bes) la palabra significa "rabia", "furia".

## Ejemplos en cultura
- En el Cuento del Sacerdote y su Ayudante Balda, de Aleksandr Pushkin, hay una escena en la que Balda tiene que obligar a los "diablos" (чёрти, Chorti) del mar a pagar una renta antigua e interactúa con un "Viejo Bies". quien es su líder y su nieto. También es el título de su poema "Demonios" (Demonios Archivado el 28 de septiembre de 2019 en Wayback Machine.).
- El título original en ruso de la novela de Fiódor Dostoyevski conocida en su traducción al español como Los endemoniados es Besy (Бесы) (plural ruso de bes), es decir, más literalmente, Los Espíritus Malignos.
- Las Cintas Negras.
- En el videojuego de 2015 The Witcher 3: Wild Hunt, los demonios (llamados bies en la versión original) son depredadores con cuernos masivos que poseen poderes hipnóticos y autocurativos.
- En Cuentos Croatas de Hace Mucho Tiempo de Ivana Brlić-Mažuranić aparece "bjesovi".[5]